# 米羅茨凱
米罗茨凯（烏克蘭語：Мироцьке），是烏克蘭中北部基輔州布恰区布恰市镇的村庄，始建於十七世紀，面積2.55平方公里，海拔高度140米，2001年人口1,535。

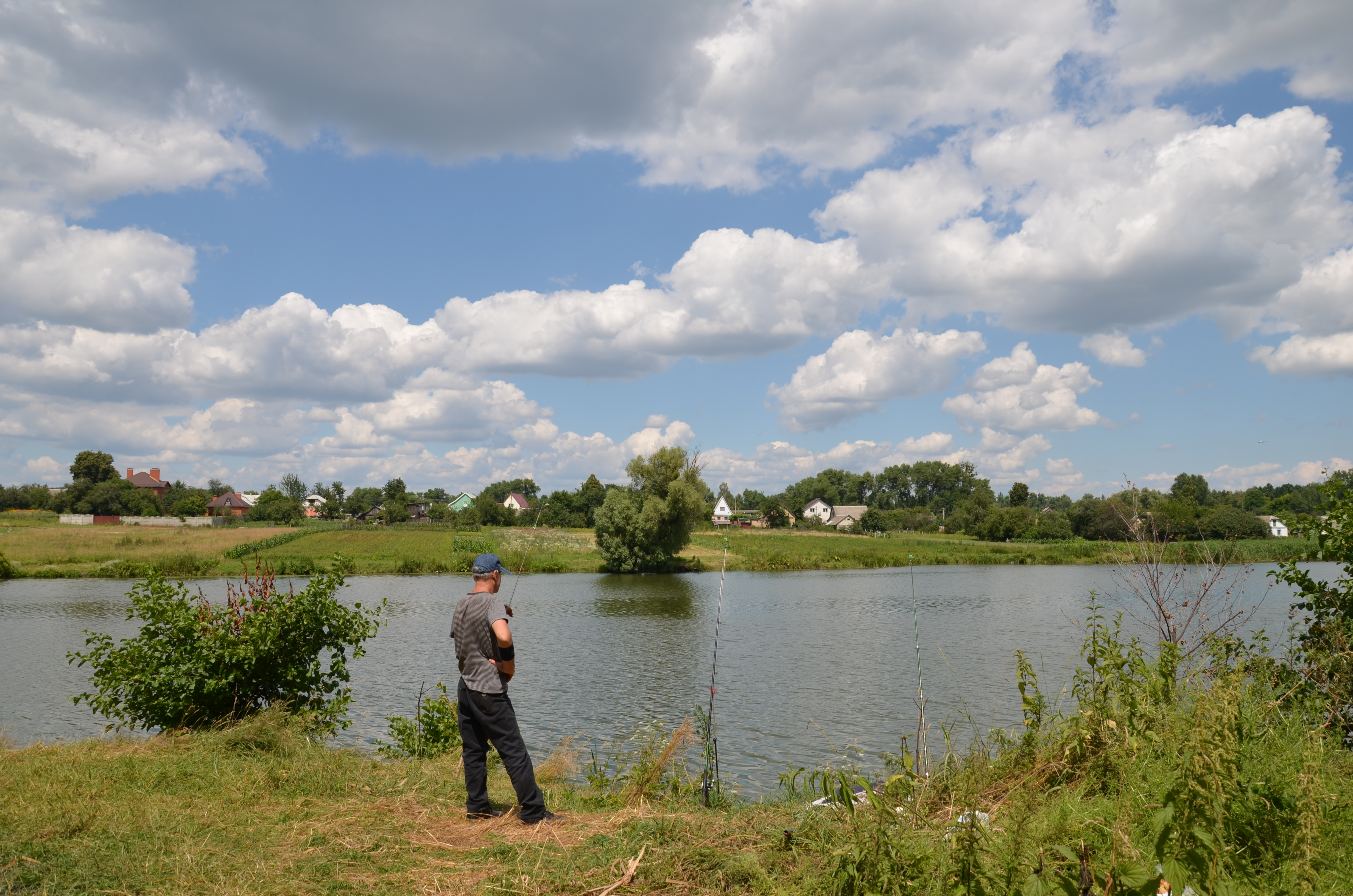
河边垂钓